# Yanqi Hu
Yanqi Hu (kinesiska: 雁栖湖) är en sjö i Kina. Den ligger i storstadsområdet Peking, i den norra delen av landet, omkring 57 kilometer nordost om stadskärnan. Yanqi Hu ligger 83 meter över havet. Arean är 1,5 kvadratkilometer. Trakten runt Yanqi Hu består till största delen av jordbruksmark. Den sträcker sig 2,0 kilometer i nord-sydlig riktning, och 1,8 kilometer i öst-västlig riktning.
Genomsnittlig årsnederbörd är 723 millimeter. Den regnigaste månaden är juli, med i genomsnitt 211 mm nederbörd, och den torraste är januari, med 3 mm nederbörd.